# ژیلبر پروتو
ژیلبر پروتو (فرانسوی: Gilbert Prouteau‎; ۱۴ ژوئن ۱۹۱۷ – ۲ اوت ۲۰۱۲) شاعر و کارگردان فیلم اهل فرانسه بود.
از افتخارات وی میتوان به کسب مدال برنز اشعار غنایی در بخش مسابقات هنری بازی‌های المپیک تابستانی ۱۹۴۸ اشاره کرد.